# Kiebitz (Art)
Der Kiebitz (Vanellus vanellus) ist eine Vogelart aus der Familie Regenpfeifer (Charadriidae). Er brütet typischerweise in den Marschwiesen, auf Vordeichwiesenflächen und auf anderen Weidelandschaften der Niederungen. Der Watvogel mit den breiten, paddelförmigen Flügeln ist für seine spektakulären Balzflüge bekannt, die auch als Gaukeln bezeichnet werden.
Kiebitze kommen in Eurasien vor, außerhalb der Paarungszeit, also von Juli bis März, können sie in größeren Schwärmen im Watt und auf küstennahen Flächen auftreten.
Kiebitze sind Bodenbrüter; ihre Eier galten früher als Delikatesse, dürfen heute aber nicht mehr gesammelt werden, da der Kiebitz in seinem Bestand global bedroht ist. 2015 wurde die Art auf die internationale Rote Liste gefährdeter Vogelarten gesetzt.
Für das Jahr 2024 ist die Art das zweite Mal nach 1996 zum „Vogel des Jahres“ in Deutschland gewählt worden.

## Beschreibung

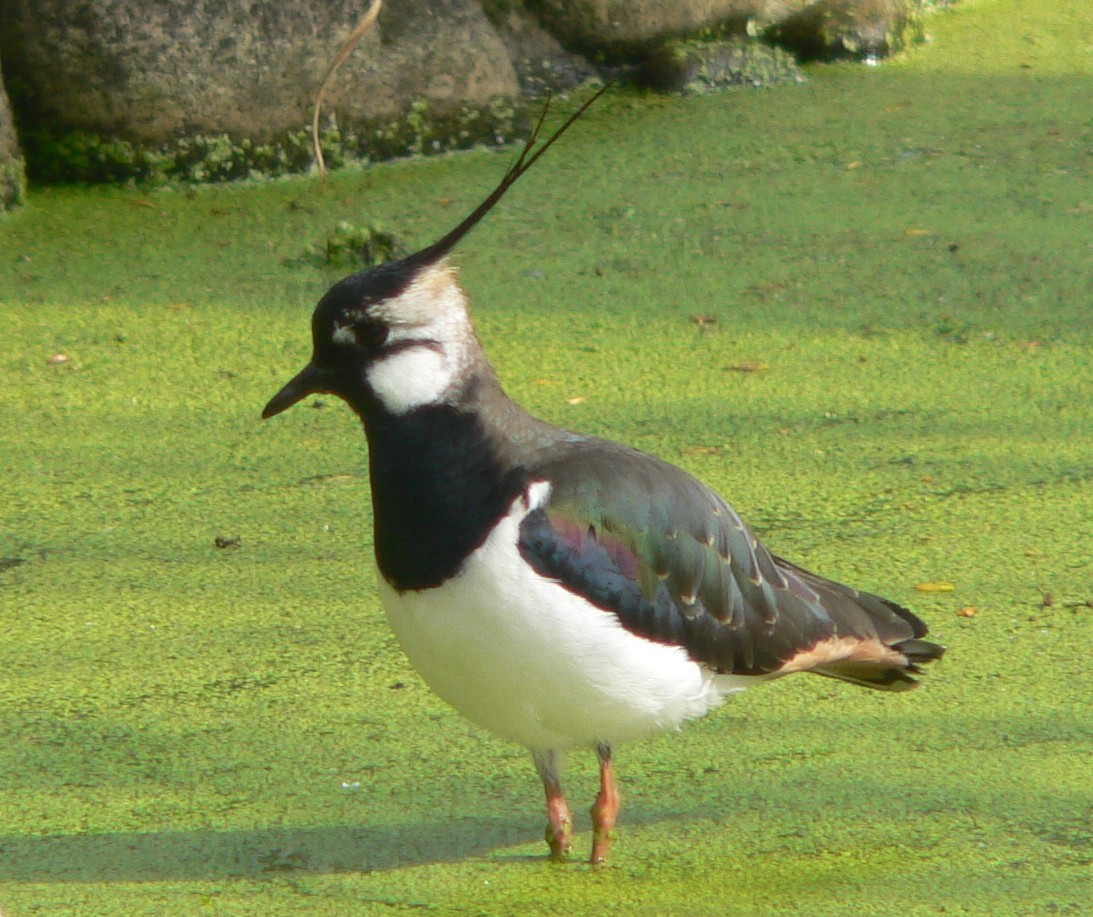
Adultes Kiebitzmännchen mit langer Holle und schwarzem Kehlfleck im Prachtkleid.

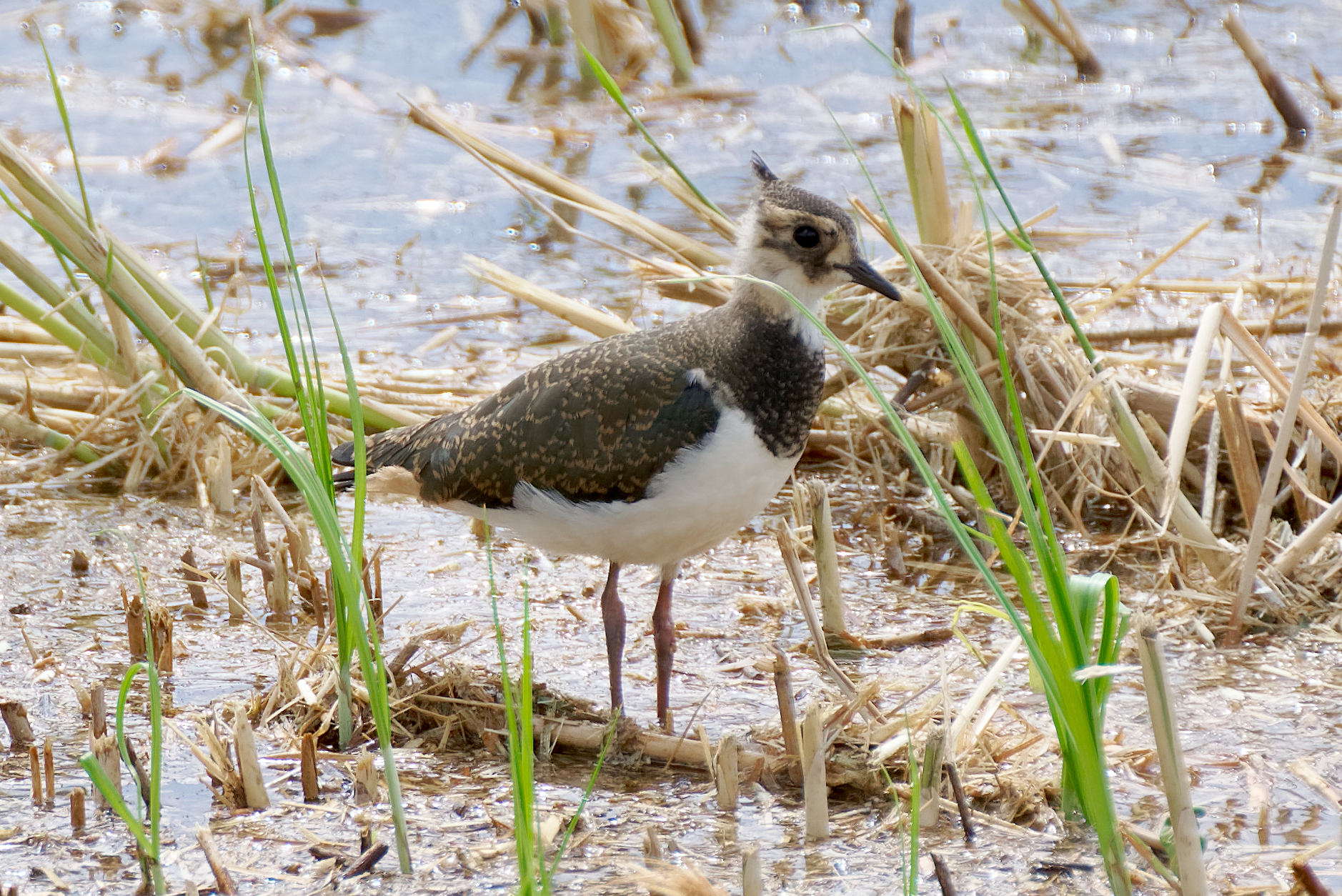
Juveniles Kiebitzweibchen mit kurzer Holle im Schlichtkleid.

Der Kiebitz wird mit 28 bis 31 Zentimeter Körperlänge etwa taubengroß,
die Flügelspannweite liegt dann zwischen 70 und 80 Zentimetern. Adulte Kiebitze haben einen metallisch grün-grau schimmernden Mantel mit einem blau-violetten Schulterfleck. Der Bauch ist weiß gefärbt mit einem schwarzen, scharf abgegrenzten Brustband. Der Kopf ist weiß mit schwarzer Stirn, die in einer langen zweizipfligen Haube ausläuft, die als Holle bezeichnet wird. Vom schwarzen Schnabel ausgehend verläuft eine unscharf abgegrenzte schwarze Binde unter dem Auge zum Hinterkopf. Der Unterleib ist verwaschen sandfarben bis rostorange eingefärbt. Im Brutkleid unterscheidet sich das Männchen vom Weibchen lediglich durch eine längere Holle, eine etwas intensivere Schwarzfärbung sowie durch den durchgehenden Kehlfleck.  Für einen Regenpfeifer besitzen Kiebitze vergleichsweise kurze Beine, die dunkelrot bis braun gefärbt sind.
Im Schlichtkleid ist bei beiden Geschlechtern das Kinn und der Vorderhals weiß. Die Federn der oberen Handdecken und Schultern sind blass gelbbraun gesäumt, was ein schuppenartiges Muster erzeugt. Die Holle ist deutlich kürzer als im Brutkleid.
Juvenile Kiebitze sehen wie adulte im Schlichtkleid aus, haben zudem aber breitere, gelb-braune Federsäume sowie ein deutlich helleres, braun gefärbtes Brustband.
Das Flugbild des Kiebitzes ist charakteristisch und unverwechselbar: Kiebitze fliegen mit lockeren, gemächlichen Flügelschlägen, die Flügel selbst sind auffällig breit und paddelförmig gerundet. Durch die im Flug blinkende schwarze Ober- und schwarzweiße Unterseite kann man fliegende Kiebitze schon aus weiter Entfernung bestimmen.
Kiebitze sind während der Brutzeit sehr stimmfreudig; ihr Rufen klingt klagend schrill, wie „kschäää“ oder „kiju-wit“, was ihnen den deutschen und auch den niederländischen Namen „Kievit“ eingetragen hat. Im Balzflug kann mit den Flügeln ein wummerndes Geräusch erzeugt werden.

## Verbreitung

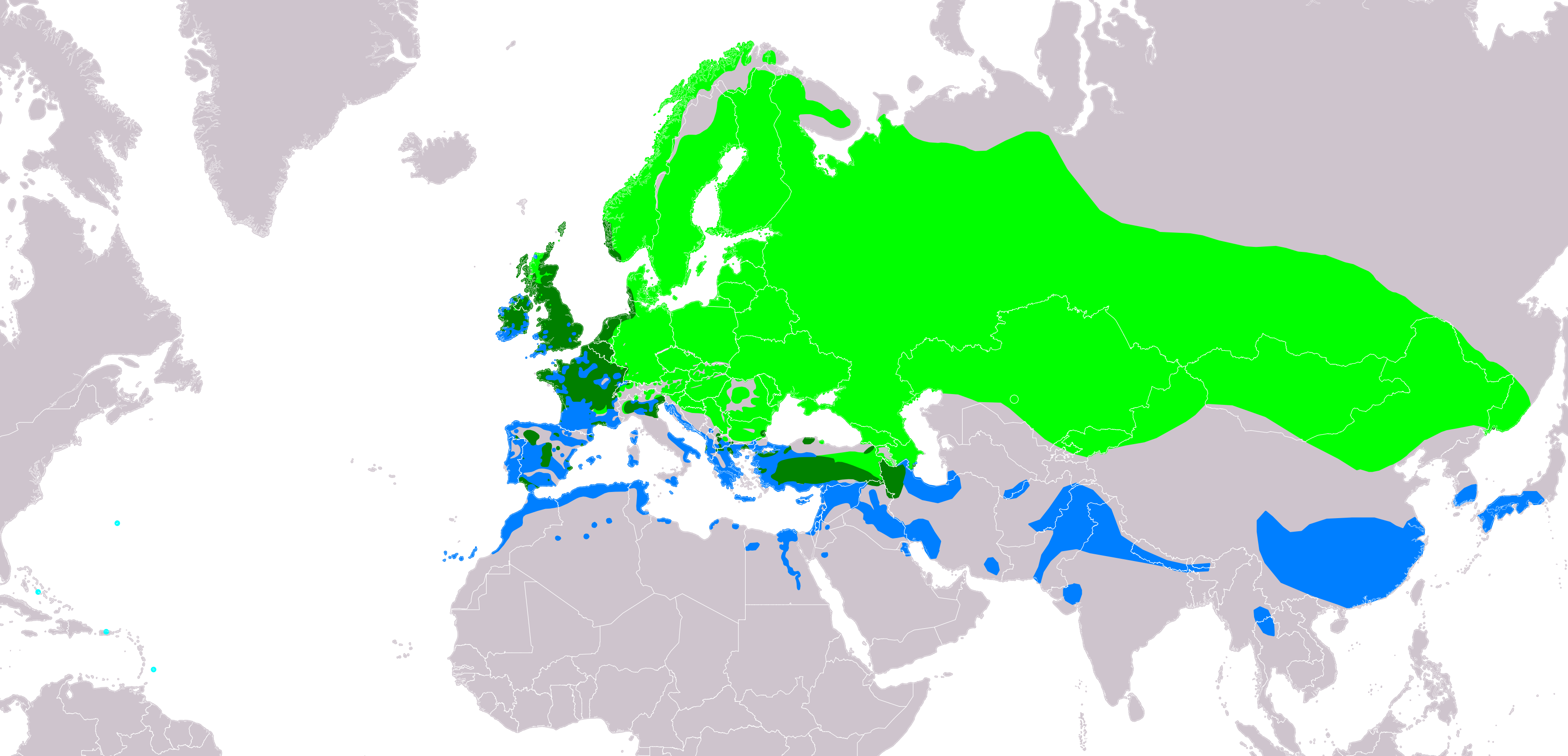
Verbreitung des Kiebitz:
Brutgebiete
Ganzjähriges Vorkommen
Migration
Überwinterungsgebiete
Zusammengestellt von BirdLife International and Handbook of the Birds of the World (2016) 2006.

### Brutareal
Der Kiebitz ist in seiner Verbreitung auf die Paläarktis beschränkt. Er brütet in einem Gebiet, das von Großbritannien und Irland im Westen bis nach Ostsibirien reicht. Die nördliche Verbreitungsgrenze in Fennoskandinavien stellt etwa der 70. und im europäischen Teil Russlands der 65. nördliche Breitengrad dar. In Europa liegt die südliche Verbreitungsgrenze etwa beim 40. nördlichen Breitengrad, in Spanien kommt er allerdings auch etwas südlicher vor. Weiter im Osten dehnt sich sein Brutareal bis in die Türkei, in den Nordwesten des Irans, nach Kasachstan, die Mongolei und den Norden Chinas aus.

### Zugverhalten
Der Kiebitz ist ein Zugvogel, in manchen Teilen seines Verbreitungsgebietes auch ein Strich- oder sogar Standvogel.
Das Überwinterungsgebiet ist von der 3-Grad-Isotherme nach Norden hin begrenzt, wobei sich Kiebitze je nach der aktuellen Wetterlage auch weiter im Norden oder Süden aufhalten. Zu den Überwinterungsgebieten gehören Großbritannien und Irland, die Niederlande, die Iberische Halbinsel, der Mittelmeerraum inklusive Nordafrika, der Nahe Osten, Südwestasien, Nordindien und der Südosten Chinas. Überwinternde Kiebitze können auch in Burma, Taiwan, Südkorea und Japan beobachtet werden.
Im Südwesten ihres Brutareals sind Kiebitze Standvögel. Im übrigen Gebiet sind sie Zugvögel, wobei die klimatischen Bedingungen einen starken Einfluss auf die Zugbewegungen haben. Der Teil der europäischen Population, der sein Brutareal verlässt, zieht in südlicher und südwestlicher Richtung. Zugbeginn ist im Mittsommer, die Hauptzugzeit fällt jedoch in die Herbstmonate. So wird in Dänemark eine erste Welle durchziehender Kiebitze bereits im Juni und Juli beobachtet. Es handelt sich dabei um nord- und osteuropäische Brutvögel. Die größte Zahl durchziehender Kiebitze, nämlich etwa 100.000 bis 200.000 Kiebitze, sind im August zu beobachten. Dabei handelt es sich um Kiebitze, die sich noch in der Mauser befinden. Eine dritte Zugwelle von Kiebitzen, die weiter im Osten ihre Mauser durchlaufen haben, erscheint in Dänemark im Oktober und November. In Israel sind nach Süden ziehende Kiebitze ab Ende August bis Ende Dezember zu beobachten. Der Höhepunkt des Zuges hier ist der Zeitraum von Ende Oktober bis Ende November. Der Heimzug ins Brutgebiet beginnt in Westeuropa und im Nahen Osten bereits Ende Januar mit einem Zughöhepunkt im Zeitraum von Ende Februar bis Anfang März. Kiebitze halten sich damit in ihren südlichsten Überwinterungsquartieren nicht mehr als zwei Monate auf.

### Wichtige Rastplätze
In Westeuropa sind es insgesamt 46 Gebiete, in denen während der Zugzeiten mehr als 20.000 Kiebitze gezählt werden und die deswegen eine hohe Bedeutung als Rastplätze haben. 22 davon befinden sich in Deutschland, 12 in Frankreich, 8 in Großbritannien und je 2 in den Niederlanden und in Irland. Zu den wichtigen deutschen Rastplätzen zählen unter anderem die Niedermoorlandschaft Drömling, das Elbtal in Mecklenburg-Vorpommern sowie die Marschen der Unterelbe, der Fiener Bruch, der Greifswalder Bodden, die Hellwegbörden, das Havelländische Luch, der Jadebusen, der Putzarer und der Galenbecker See, die Belziger Landschaftswiesen, das Rheiderland sowie, als bedeutsamster Rastplatz, das gesamte Wattenmeer.
Im Südosten Europas ist der wichtigste Rastplatz die Lagune von Karavasta, wo sich im Winter mehr als 20.000 Kiebitze aufhalten.

## Lebensraum
Kiebitze brüten hauptsächlich in offenen, flachen Landschaften mit kurzem oder gar keinem Gras, auf Wiesen und Weiden, gerne an Gewässerrändern, auf Feuchtwiesen, Heiden und Mooren. Kiebitze brüten auch auf Feldern und Äckern. Während des Winters und der Zugzeit halten sich Kiebitze auch auf abgeernteten Feldern und auf gepflügten Äckern auf. Im Winter sieht man die Vögel weitläufig verteilt auf alten Weiden, aber auch als Trupps auf Schlammflächen.

## Ernährung
Kiebitze ernähren sich von Insekten und deren Larven, Würmern und anderen Wirbellosen. Pflanzliche Stoffe spielen nur eine untergeordnete Rolle. Gelegentlich werden Samen vom Boden aufgepickt. Kiebitze sind tag- und nachtaktiv, manche Vögel fressen sogar vorwiegend bei Nacht.

## Brutbiologie
Kiebitze sind sehr standorttreu, außerdem sind sie monogam, das heißt die Partner bleiben ein Leben lang beieinander. Polygamie – ein Männchen hat mehrere Weibchen, beim Kiebitz zumeist zwei – kommt jedoch auch vor. Sie brüten in der Regel bereits im zweiten Kalenderjahr und kommen zum Brüten meist an ihren eigenen Geburtsort zurück.

### Balz und Brut

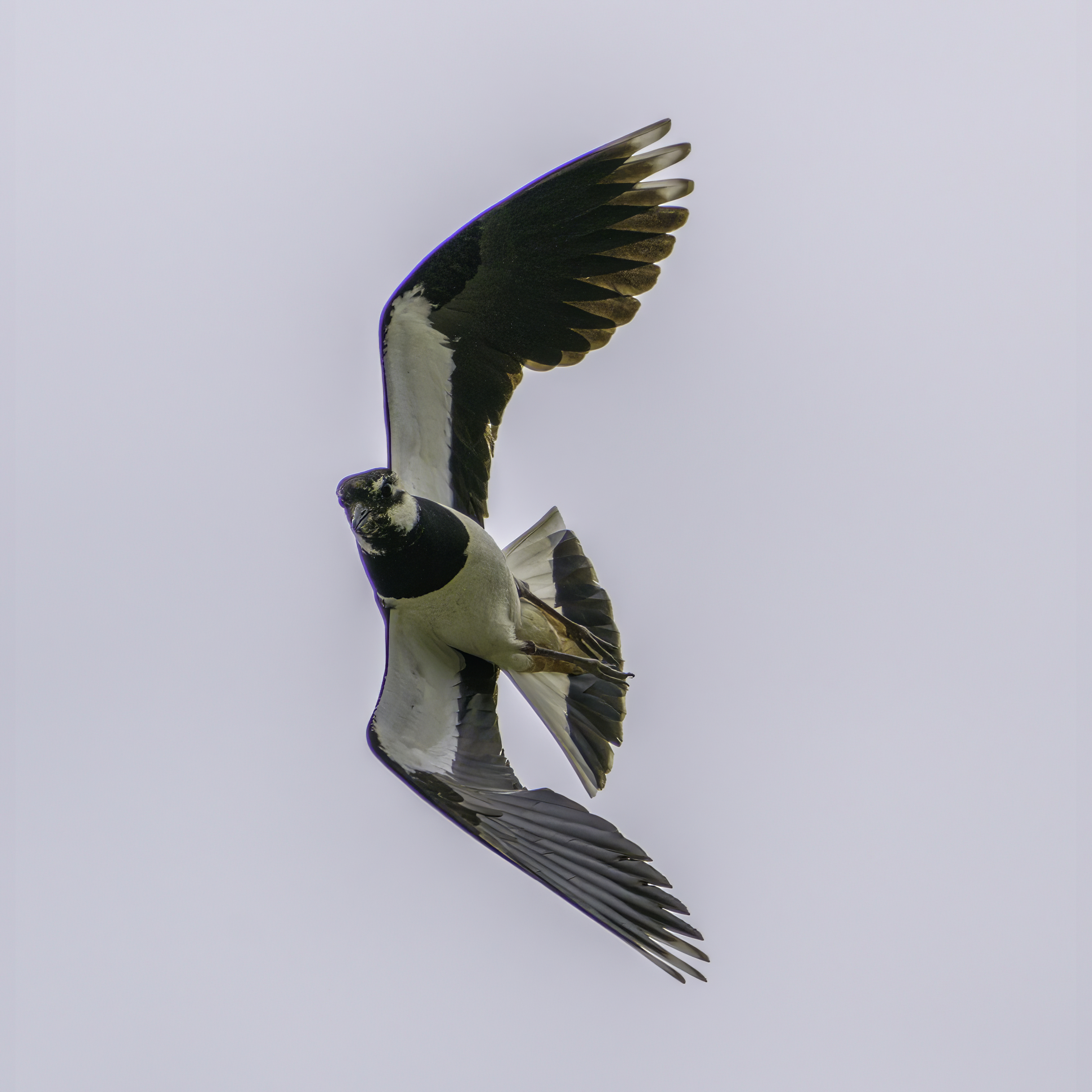
„Gaukler der Lüfte“: Die Balzflüge der Kiebitzmännchen beeindrucken durch spektakuläre Flugmanöver

Kiebitze sind relativ früh am Brutort anzutreffen, im März, sofern es nicht mehr friert. Nach der Ankunft bilden sich Territorien, die vom Männchen mit spektakulären Balzflügen verteidigt werden. Hier vollbringt das Männchen akrobatische Flugmanöver mit seitlich kippenden Sturzflügen. Es wirft sich laut rufend in der Luft hin und her und trudelt senkrecht zu Boden, wobei die Flügel die laut wummernden Geräusche verursachen (siehe oben).

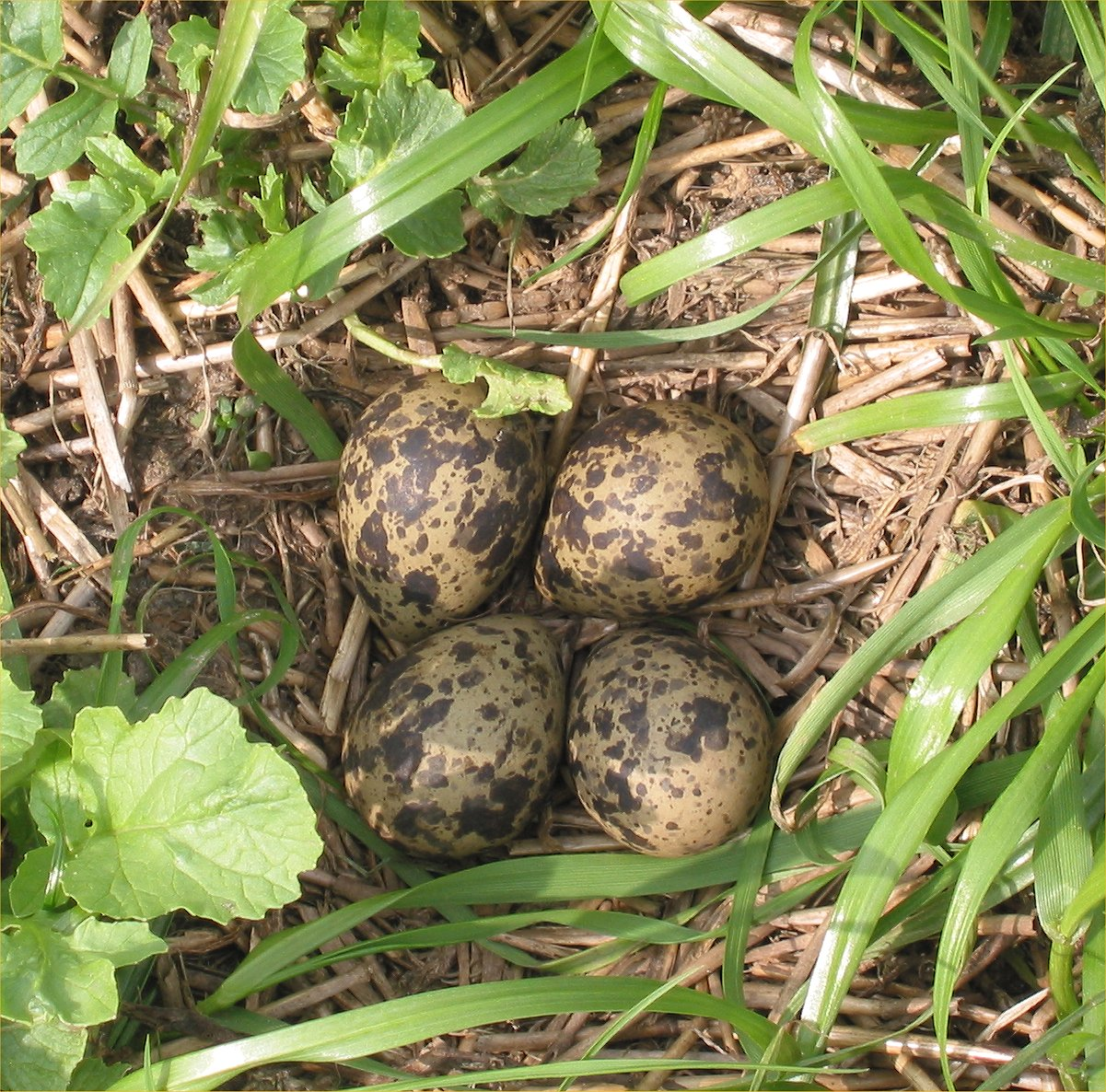
Kiebitznest

Kiebitze brüten meistens semi-kolonial, d. h. in kleineren Gruppen von zwei bis zwanzig Paaren, mit Höchstdichten von neun Paaren pro Hektar. Kiebitze sind in der Regel mit anderen Wiesenvögeln wie Uferschnepfen und Rotschenkeln vergesellschaftet, es gibt aber auch Einzelbruten. Das Männchen legt mehrere Nestmulden in kurzrasiger Vegetation an, indem es seinen Oberkörper auf den Boden drückt und mit kreisenden Bewegungen eine Mulde in den Boden dreht. Es ist bekannt, dass Kiebitze ihren Neststandort nach der Farbe des Untergrundes auswählen, dabei werden Brauntöne anscheinend bevorzugt. Das Nest ist eine Mulde am Boden und wird häufig mit Halmen und anderen Pflanzenteilen gepolstert. Das Weibchen inspiziert diese Nestmulden und legt binnen etwa fünf Tagen in das von ihr ausgewählte vier beigefarbene bis braun gefleckte Eier, in seltenen Fällen sind es weniger Eier. Diese liegen meist in der für Limikolen charakteristischen Kreuzform im Nest – mit den Spitzen schräg nach unten zur Nestmitte gekehrt.

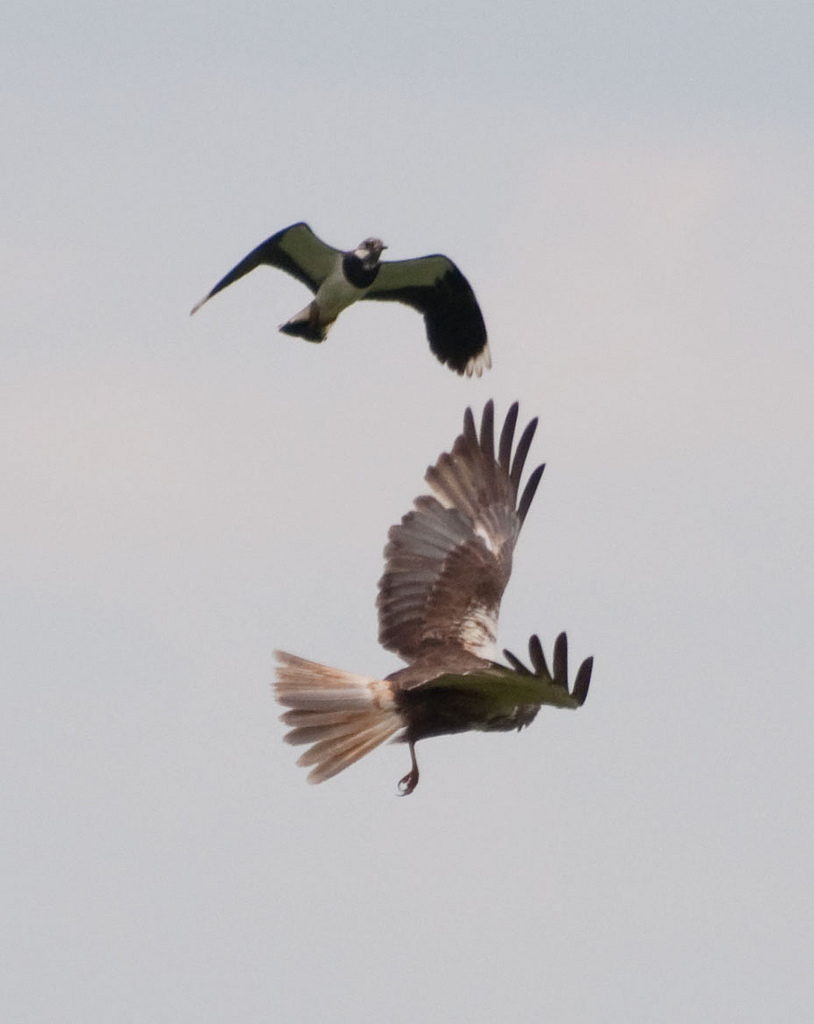
Eine deutlich größere Rohrweihe wird während der Brut gehasst

Beide Altvögel bebrüten die Eier 21 bis 28 Tage lang, bis die Küken schlüpfen. Während dieser Zeit wird das Nest von beiden Altvögeln vehement gegen Prädatoren verteidigt. Luftfeinde wie Greifvögel werden durch aggressive, schnelle und imposante Luftangriffe abgewehrt, unterstützt von lauten Rufen. Häufig helfen Vögel von umliegenden Nestern bei dieser Abwehr. Wird das Nest dennoch prädiert und ist es noch nicht spät in der Saison, so legt das Weibchen bis zu zwei Ersatzgelege.
Beide Elternteile kümmern sich um die Kükenaufzucht. Die Küken sind Nestflüchter und verlassen das Nest bereits wenige Stunden nach dem Schlupf. Dann werden sie bis zu fünf Wochen lang noch von den Eltern geführt, bis sie flügge werden. Diese Zeit verbringen die meisten Familien in der direkten Umgebung des Nestes, andere wandern mit ihren Jungtieren bis zu drei Kilometer weiter in Gebiete, die den Jungtieren mehr oder bessere Nahrung bieten. In den ersten zehn Tagen ihres Lebens sind die Küken noch nicht in der Lage, ihre Körpertemperatur selbst zu regeln (Thermoregulation). Deshalb müssen die Küken noch gewärmt (gehudert) werden, was meistens vom Weibchen übernommen wird. Die Sterblichkeit (Mortalität) der Küken in den ersten zehn Tagen ist deshalb besonders bei kalten Wetterverhältnissen sehr hoch. Mit 35 Tagen sind die Küken vollbefiedert und flugfähig.

## Bestandsentwicklung und Gefährdung
Der Kiebitz ist grundsätzlich eine Art, deren Bestand auf Grund von Witterungseinflüssen stark schwankt. Negativ auf die Bestände wirken sich unter anderem kalte Winter und Frühjahre mit hohen Niederschlägen aus. Seit dem 19. Jahrhundert kommt es außerdem durch Habitatveränderungen zu deutlichen Bestandsänderungen. So kam es in weiten Teilen Deutschlands und der Schweiz seit dem 19. Jahrhundert zu erheblichen Rückgängen der Kiebitzpopulation. Im Süden Deutschlands, in Teilen Norddeutschlands und der Schweiz erreichten die Bestände in den 1920er und 1930er Jahren einen ersten Tiefpunkt. In anderen Regionen Mitteleuropas wie beispielsweise den Niederlanden, dem Nordosten Deutschlands und in Polen hielt der Rückgang allerdings länger an und währte im Nordosten Mitteleuropas bis in die 1960er Jahre.
In der Schweiz und in Nordrhein-Westfalen kam es regional dann wieder zu starken Bestandszunahmen, die bis in die 1970er Jahre anhielten. In Belgien, den Niederlanden, Österreich und anderen Teilen Deutschlands war dies regional bis in die 1980er Jahre zu beobachten. Liechtenstein, Flandern und das Saarland wurde zwischen 1960 und 1971 von Kiebitzen wiederbesiedelt. Zu der Bestandserholung trug bei, dass Kiebitze zunehmend auf Agrarflächen brüteten und wärmere Frühlinge zu geringeren witterungsbedingten Gelegeverlusten führten. In den Niederlanden, das als „das kiebitzreichste Land der Erde“ gilt, entstanden durch großflächige Eindeichungen viele neue Bruthabitate. Seit den 1980er Jahren führten eine veränderte und intensivere Bewirtschaftung des Landes und wasserwirtschaftliche Veränderungen zu einem andauernden Habitatverlust. Dabei spielen unter anderem die Umstellung auf Wintergetreide, eine zunehmende Mechanisierung der Landwirtschaft, Flurbereinigungen und eine verstärkte Verwendung von Umweltchemikalien und damit Rückgang der als Nahrung verfügbaren Insekten, eine Vorverlegung der Mahd, ein Rückgang extensiver Weidewirtschaft und fehlende Frühjahrsüberschwemmungen eine Rolle. Wegen dieser fortschreitenden Zerstörung seiner Lebensräume haben die Bestände beispielsweise in Deutschland stark abgenommen. So betrug der Bestand um 1999 nur noch sechzig Prozent des Bestandes von 1975. Unter anderem wegen dieses starken Rückgangs war der Kiebitz Vogel des Jahres 1996. Der Kiebitz gehört in Deutschland zu den streng geschützten Arten nach § 7 Abs. 2 Nr. 13 BNatSchG und ist zudem als eine Verantwortungsart innerhalb der Nationalen Strategie zur biologischen Vielfalt der Bundesregierung eingestuft. In der Roten Liste der Brutvögel Deutschlands von 2020 wird die Art in der Kategorie 2 als stark gefährdet geführt. In Deutschland schätzte man den Brutbestand zu Beginn des 21. Jahrhunderts auf 67.000 bis 104.000 und in den Niederlanden auf 200.000 bis 300.000 Brutpaare. In der Schweiz betrug der Bestand 2013–2016 zirka 140 bis 180 Brutpaare und ist vom Aussterben bedroht. Die Tiere lassen sich im schweizerischen Mittelland nieder. Ein einzelnes Paar brütete 1983 in La Punt im Engadin auf einer Höhe von 1690 Metern.
Der Bruterfolg von Kiebitzpaaren gilt in den meisten mitteleuropäischen Regionen als zu gering für einen Bestandserhalt. Bestandszunahmen und Bestandsstabilität ist häufig nur eine Folge des Zuzugs fremder Individuen.
Trotz dieser starken Abnahme in Europa wurde der Kiebitz lange weltweit auf der Roten Liste gefährdeter Arten der IUCN als nicht gefährdet (least concern) geführt, weil unter Einbeziehung der asiatischen Population weder der Gesamtbestand noch das Verbreitungsgebiet noch die Geschwindigkeit des Bestandsrückgangs eine unmittelbare globale Gefährdung der Art erkennen ließen. Insgesamt gab es in dem relativ großen Verbreitungsareal noch 5,2 bis 10 Millionen Kiebitze. 2015 jedoch war die Population weltweit so weit zurückgegangen, dass er neben der Pfuhlschnepfe und anderen Arten als potentiell gefährdet (near threatened) eingestuft und in die Rote Liste aufgenommen wurde.

## Lebenserwartung
Der älteste Kiebitz wurde nach Ringfunden 18 Jahre alt. Die jährliche Mortalitätsrate beträgt etwa 25 bis 30 % für Adulte, für Einjährige etwa 35 bis 40 %.

## Kiebitz und Mensch
Im Alten Ägypten wurde der Kiebitz als Synonym sowohl für den Namen des Volkes der Rechit als auch für die Kennzeichnung als „unterwürfige Klasse“ verwendet. Im 18. Jahrhundert waren Kiebitzeier eine Delikatesse an herrschaftlichen Tafeln, so verlangte beispielsweise Kurfürst Friedrich August II. von Sachsen im März 1736 die Lieferung von guten und frischen Kiebitzeiern. Auch Reichskanzler Otto von Bismarck bekam jedes Jahr zu seinem Geburtstag am 1. April jeweils 101 Kiebitzeier von einer Stammtischrunde aus der Stadt Jever. Bismarck bedankte sich 1883 bei den Getreuen von Jever mit einem eiförmigen Pokal, dessen Deckel ein Kiebitzkopf ziert.
In Deutschland wird das Kiebitzeiersuchen schon lange nicht mehr praktiziert. In der gesamten Europäischen Union ist das Sammeln von Kiebitzeiern verboten. In den Niederlanden durften in der Provinz Friesland noch bis 2006 Kiebitzeier gesucht und verspeist werden. Es ist dort noch immer ein Volkssport, das erste Kiebitzei des Jahres zu finden und dem König zu übergeben. Dazu gehen hunderte von Menschen jedes Jahr auf die Wiesen und Weiden. Derjenige, der das erste Ei findet, wird wie ein Volksheld gefeiert. Heute nur noch zum Suchen, früher auch zum Sammeln von Kiebitzeiern, benötigt man dort eine Lizenz, mit welcher man sich gleichzeitig zum Schutz von Wiesenvögeln verpflichtet. Alle Eiersucher gehen auf die Wiesen, um Nester zu markieren, so dass die Landwirte darum herumfahren können, oder um Schutzvorrichtungen über den Nestern aufzustellen, so dass sie vom Weidevieh nicht zertrampelt werden können. Ähnliche Programme werden auch in Nordwest-Deutschland (Cloppenburg, Ostfriesland, Dümmer, Bremen) durchgeführt, um so zumindest die Landwirtschaft als Verlustursache für die Gelege auszuschließen.
Der charakteristische Ruf des Kiebitzes wurde in Schlesien als „Komm mit!“ gedeutet, so dass er als Totenvogel bezeichnet wurde.
In der alemannischen Schweiz wurden im Volksglauben alte Jungfern und seltener auch männliche Ledige in Kiebitze verwandelt; siehe den Artikel Giritzenmoos.
Der Kiebitz war Vogel des Jahres 1996 in Deutschland und ist für das Jahr 2024 erneut gewählt worden. 2019 war er Vogel des Jahres in der Schweiz. In Norwegen war er Vogel der Jahre 1994 und 2012, außerdem 2001 in Estland, 2006 in Belarus und 2010 in Russland sowie der Slowakei.